# Los futuros murguistas
Los futuros murguistas es una canción compuesta e interpretada por el músico uruguayo Jaime Roos. Es el sexto tema perteneciente  a su álbum Mediocampo, editado bajo el sello Orfeo  en el año 1984. La letra hace referencia a la tradición popular de las murgas de Uruguay y dedica en tiempos futuros los murgueros; que ensayan y festejan en carnaval.
Según dicho por el propio Roos, la canción fue escrita en sus años en Europa, aunque más precisamente la compuso, mientras cocinaba, cuando trabajaba en un restaurante en Ámsterdam, Países Bajos; a fines de los años 1970.